# Црквиште Светог Илије у Околишту
Црквиште Св. Илије у Околишту, насељеном месту на територији општине Сврљиг, налази се источно од села на врху мањег узвишења, изнад некадашњег рудника мрког угља „Околиште”.

## Положај и опис
Брдо је удаљено од села један километар. При врху брда, код мање увале, на каменитом делу, постављен је камени крст после Првог светског рата и тиме је обележено место окупљања народа на Светог Илију када су се носиле литије. Мештани говоре да је на том месту некада постојала црква, које сада нема. Око крста сакупљено је камење и постављено полукружно, али то не указује на постојање неког ранијег објеткта, пошто је сагледљиво да је ово место овим само обележено. Највероватније да цркве овде није ни било, већ да се народ овде само окупљао, можда још од Турака.
На постављеном крсту постоји запис али је нечитљив. Место није истражено. Kарактеристичних видљивих остатака нема. Само археолошка истраживања могла би дати више историјских података.